# It’s Only Rock ’n Roll
It’s Only Rock ’n Roll (englisch für „Es ist nur Rock ’n’ Roll“) ist das zwölfte Studioalbum der britischen Rockband The Rolling Stones, das im Oktober 1974 erschien.

## Entstehung und Veröffentlichung
Die Erstveröffentlichung von It’s Only Rock ’n Roll erfolgte am 18. Oktober 1974 bei Rolling Stones Records. Das Album erschien in seiner Originalausgabe als LP mit zehn Titeln (Katalognummer: COC 59 103). Am 1. Mai 2009 erschien das Album als remasterte CD-Ausführung bei Polydor (Katalognummer: 2701559).
Geschrieben und produziert wurden fast alle Lieder gemeinsam von den beiden Rolling-Stones-Mitglieder Mick Jagger und Keith Richards. Nur das Temptations-Cover Ain’t Too Proud to Beg wurde nicht von den beiden geschrieben, sondern entstammt von Eddie Holland und Norman Whitfield. Die Produktion tätigten Jagger und Richards in den Musicland Studios unter dem Pseudonym “The Glimmer Twins”.

## Hintergrund
It’s Only Rock ’n Roll soll den Zustand der Band zum damaligen Zeitpunkt abbilden. Dance Little Sister mit Keith Richards’ leidenschaftlichen Gitarrenriffs, der Soul-Klassiker Ain’t Too Proud to Beg, der mit grandiosem Riff versehene Opener If You Can’t Rock Me sowie der Titelsong sind noch typische Stones-Arbeiten. Ansonsten hinterlässt dieses Album beim Hörer eher den Eindruck einer deutlichen Identitätskrise der Rolling Stones. Sie gehörten inzwischen jenem Establishment an, das noch wenige Jahre zuvor Ziel ihrer wütenden Kritik war. Musikalisch hatten sie in der Zeit von 1968 bis 1972 einige der wichtigsten und erfolgreichsten Alben und Singles dieser Zeit veröffentlicht und die Erwartungen an jedes neue Album der Stones waren hoch. Dazu verschärften die Drogenprobleme einiger Bandmitglieder, sowie persönliche und musikalische Differenzen innerhalb der Band die Situation.
Zwei Monate nach der Veröffentlichung von It’s Only Rock ’n Roll, am 12. Dezember 1974, gab Mick Jagger in einer Pressekonferenz das Ausscheiden von Mick Taylor aus der Band bekannt. Die fehlende Harmonie und „Chemie“ zwischen Keith Richards und Mick Taylor sollen eine wesentliche Rolle in den Entwicklungen der Band in dieser Zeit gespielt haben. Viele Rolling-Stones-Fans empfinden jedoch gerade die Periode, in der Taylor Gitarrist bei den Stones war, als musikalisch beste der Band. Taylors virtuoses und fließendes Gitarrenspiel, sowie sein melodisches Verständnis – etwa in „Time Waits for No One“ – haben die Musik der Rolling Stones deutlich beeinflusst. Durch den Song „Time Waits for No One“ und das darin enthaltene, leicht flirrende und teilweise an Carlos Santana erinnernde Gitarrenspiel kann man einen Eindruck von Taylors Fähigkeiten bekommen.
Bei Till the Next Goodbye (mit dem Refrainbeginn „Till the next time we say goodbye“) handelt es sich um eine von Carly Simon und Mick Jagger geschriebene und ursprünglich The Next Time We Say Goodbye genannte, von Jaggers weichem Gesang geprägte Ballade einer Liebesgeschichte aus Manhattan. Mit Short and curlies („kurz und kraus“, „Schamhaar“) enthält die Platte auch einen Boogie Woogie – Ian Stewart bedient hier das Klavier. Beim Titelsong war im ersten Entwurf Ronnie Wood (zusammen mit Mick Jagger) beteiligt; später gaben dann die von Keith Richards gespielten Chuck-Berry-Riffs It’s Only Rock ’n Roll (But I Like It) seinen Groove. Ein Song mit Gospeleinflüssen, ähnlich Let It Loose vom Album Exile on Main Street, ist If You Really Want to Be My Friend.
Zudem beginnen die Stones auf dieser LP mit Reggae- und Funk-Rhythmen zu experimentieren, was in den Titeln Luxury („Luxus“) und vor allem Fingerprint File deutlich wird. Später sollten sie diesen Ansatz auf dem Nachfolgealbum Black and Blue weiterführen. Fingerprint File thematisiert die in den 1970er Jahren vorherrschende gesellschaftliche Paranoia in Bezug auf Überwachung und Beeinflussung durch den Staat, was wohl auch durch die Watergate-Affäre gefördert wurde; Fingerprint File erinnert mit seinen hämmernden Basslinien und den Wah-Wah-Gitarreneffekten an den Soundtrack von Superfly.

## Titelliste
1. If You Can’t Rock Me
2. Ain’t Too Proud to Beg
3. It’s Only Rock ’n Roll (But I Like It)
4. Till the next goodbye
5. Time Waits for No One
6. Luxury
7. Dance Little Sister
8. If You Really Want to Be My Friend
9. Short and Curlies
10. Fingerprint File

## Mitwirkende
Besetzung
- Mick Jagger: Gesang
- Keith Richards: Gitarre
- Bill Wyman: Bass
- Charlie Watts: Schlagzeug

Weitere Mitwirkende
- Blue Magic: Begleitgesang
- David Bowie: Begleitgesang
- Ray Cooper: Perkussion
- Nicky Hopkins: Perkussion
- Charlie Jolly: Tabla
- Kenney Jones: Schlagzeug
- Ed Leach: Glocken
- Billy Preston: Perkussion
- Ian Stewart: Perkussion
- Mick Taylor: Gitarre
- Willie Weeks: Bass
- Ron Wood: Begleitgesang, Gitarre

## Kommerzieller Erfolg

### Chartplatzierungen
| ChartsChartplatzierungen       | Höchstplatzierung | Wochen/ Monate |
| ------------------------------ | ----------------- | -------------- |
| Deutschland (GfK)              | 12 (3 Mt.)        | 3 Mt.          |
| Österreich (Ö3)                | 6 (1 Mt.)         | 1 Mt.          |
| Vereinigte Staaten (Billboard) | 1 (20 Wo.)        | 20 Wo.         |
| Vereinigtes Königreich (OCC)   | 2 (9 Wo.)         | 9 Wo.          |

### Auszeichnungen für Musikverkäufe
| Land/Region                  | Auszeichnungen für Musikverkäufe (Land/Region, Auszeichnung, Verkäufe) | Verkäufe  |
| ---------------------------- | ---------------------------------------------------------------------- | --------- |
| Frankreich (SNEP)            | Gold                                                                   | 100.000   |
| Vereinigte Staaten (RIAA)    | Gold                                                                   | 100.000   |
| Vereinigtes Königreich (BPI) | Platin                                                                 | 1.000.000 |
| Insgesamt                    | 2× Gold · 1× Platin ·                                                  | 1.200.000 |

Hauptartikel: The Rolling Stones/Auszeichnungen für Musikverkäufe